# Vidouze
Vidouze é uma comuna francesa na região administrativa de Occitânia, no departamento dos Altos Pirenéus. Estende-se por uma área de 16,01 km². Em 2010 a comuna tinha 250 habitantes (densidade: 15,6 hab./km²).